# ای‌ئی‌ام (روان‌گردان)
ای‌ئی‌ام (روان‌گردان) (به انگلیسی: AEM (psychedelic)) با فرمول شیمیایی C۱۳H۲۱NO۳ یک ترکیب شیمیایی با شناسه پاب‌کم ۲۰۴۹۳۲ است. که جرم مولی آن ۲۳۹٫۳۱ g/mol می‌باشد. 